# Viera Tomanová
Viera Tomanová (Bratislava, 5 febbraio 1948) è una politica slovacca. È stata ministra del Lavoro, Affari Sociali e Famiglia della Repubblica Slovacca nel Governo del primo ministro Robert Fico dal 4 luglio 2006 al 9 luglio 2010.

## Biografia
| Controllo di autorità | VIAF (EN) 120096683 · ISNI (EN) 0000 0000 7769 8671 |